# 정동훈
정동훈(1990년 10월 30일 ~ )은 대한민국의 배우이다.

## 출연작

### 영화
- 《사잇소리》 (2022년) - 지성 역
- 《악의제국: 13일의금요일 챕터2》 (2019년) - 정재혁 역
- 《13일의 금요일 : 음모론의 시작》 (2019년) - 정재혁 역
- 《롱 리브 더 킹: 목포 영웅》 (2019년) - 춘택동생 역
- 《청년경찰》 (2017년) - 경찰대 동기생 역
- 《방석》 (2016년) - 진우 역

### 드라마
- 《서초동》 (2025년, tvN) - 안주형 동창 역
- 《체크인 한양》 (2024년~2025년, 채널A) - 허동규 역
- 《지리산》 (2021년, tvN)
- 《아스달 연대기》 (2019년, tvN) - 태니마 역
- 《작은 신의 아이들》 (2018년, OCN)
- 《슬기로운 감빵생활》 (2017년, tvN) - 최 상병 역
- 《수상한 파트너》 (2017년, SBS)

### 뮤직비디오
- KCM & 임정희 - 슬픔을 먹고 사는 사람

### 광고
- 에티카
- 카카오뱅크